# Liste der Monuments historiques in Verrey-sous-Drée
Die Liste der Monuments historiques in Verrey-sous-Drée führt die Monuments historiques in der französischen Gemeinde Verrey-sous-Drée auf.

## Liste der Immobilien
| Bezeichnung | Beschreibung           | Standort                  | Kennzeichnung | Schutzstatus | Datum | Bild           |
| ----------- | ---------------------- | ------------------------- | ------------- | ------------ | ----- | -------------- |
| Wegekreuz   | Stein, 16. Jahrhundert | Rue de la Carrière (Lage) | PA00112713    | Inscrit      | 1925  | weitere Bilder |

## Liste der Objekte
| Bezeichnung                                | Beschreibung | Standort                                    | Kennzeichnung | Schutzstatus | Datum | Bild |
| ------------------------------------------ | --- | ------------------------------------------- | ------------- | ------------ | ----- | ---- |
| Skulptur Antoinette de Fontette            | Kalkstein, farbig gefasst, 16. Jahrhundert; aus dem Château de Verrey-sous-Drée; im Musée des Beaux-Arts in Dijon deponiert | in der Kirche St-Maurice-et-St-Seine (Lage) | PM21002451    | Classé       | 1896  |      |
| Pietà                                      | Kalkstein, farbig gefasst, 16. Jahrhundert                                                                                  | in der Kirche St-Maurice-et-St-Seine (Lage) | PM21002452    | Classé       | 1908  |      |
| Skulptur Madonna mit Kind                  | Kalkstein, farbig gefasst, erste Hälfte des 16. Jahrhunderts                                                                | in der Kirche St-Maurice-et-St-Seine (Lage) | PM21002453    | Classé       | 1913  |      |
| Skulptur Jesus am Ölberg                   | Kalkstein, farbig gefasst, 16. Jahrhundert                                                                                  | in der Kirche St-Maurice-et-St-Seine (Lage) | PM21002454    | Classé       | 1913  |      |
| Relief Anbetung der Könige                 | Kalkstein, farbig gefasst, erste Hälfte des 16. Jahrhunderts                                                                | in der Kirche St-Maurice-et-St-Seine (Lage) | PM21002458    | Classé       | 1913  |      |
| Skulptur Ecce homo                         | Kalkstein, farbig gefasst, 16. Jahrhundert                                                                                  | in der Kirche St-Maurice-et-St-Seine (Lage) | PM21002460    | Classé       | 1913  |      |
| Skulptur Heiliger Jakobus der Ältere       | Kalkstein, farbig gefasst, erste Hälfte des 16. Jahrhunderts; aus dem Château de Verrey-sous-Drée                           | in der Kirche St-Maurice-et-St-Seine (Lage) | PM21002461    | Classé       | 1913  |      |
| Skulptur Johannes der Täufer               | Kalkstein, farbig gefasst, 16. Jahrhundert                                                                                  | in der Kirche St-Maurice-et-St-Seine (Lage) | PM21002462    | Classé       | 1913  |      |
| Skulptur Heiliger Rochus (1)               | Kalkstein, farbig gefasst, erste Hälfte des 16. Jahrhunderts                                                                | in der Kirche St-Maurice-et-St-Seine (Lage) | PM21002464    | Classé       | 1913  |      |
| Vier Altarleuchter                         | Kupfer, versilbert, 17. Jahrhundert                                                                                         | in der Kirche St-Maurice-et-St-Seine (Lage) | PM21002470    | Classé       | 1923  |      |
| Kruzifix                                   | Kalkstein, farbig gefasst, 16. Jahrhundert                                                                                  | in der Kirche St-Maurice-et-St-Seine (Lage) | PM21002455    | Classé       | 1913  |      |
| Skulptur Heiliger Rochus (2)               | Aufsatz eines Prozessionsstabs; Holz, farbig gefasst, 17. Jahrhundert                                                       | in der Kirche St-Maurice-et-St-Seine (Lage) | PM21002456    | Classé       | 1913  |      |
| Skulptur Heiliger Mauritius                | Aufsatz eines Prozessionsstabs; Holz, farbig gefasst, zweite Hälfte des 17. Jahrhunderts                                    | in der Kirche St-Maurice-et-St-Seine (Lage) | PM21002457    | Classé       | 1913  |      |
| Skulptur Johannes Evangelist               | Kalkstein, farbig gefasst, erste Hälfte des 16. Jahrhunderts; aus dem Château de Verrey-sous-Drée                           | in der Kirche St-Maurice-et-St-Seine (Lage) | PM21002463    | Classé       | 1913  |      |
| Skulptur Heiliger Eligius                  | Kalkstein, farbig gefasst, erste Hälfte des 16. Jahrhunderts                                                                | in der Kirche St-Maurice-et-St-Seine (Lage) | PM21002465    | Classé       | 1913  |      |
| Skulptur Heiliger Antonius der Große       | Kalkstein, farbig gefasst, erste Hälfte des 16. Jahrhunderts; aus dem Château de Verrey-sous-Drée                           | in der Kirche St-Maurice-et-St-Seine (Lage) | PM21002466    | Classé       | 1913  |      |
| Skulptur Heilige Barbara                   | Kalkstein, farbig gefasst und vergoldet, 16. Jahrhundert                                                                    | in der Kirche St-Maurice-et-St-Seine (Lage) | PM21002467    | Classé       | 1913  |      |
| Skulptur Heilige Katharina von Alexandrien | Kalkstein, farbig gefasst und vergoldet, 18. Jahrhundert                                                                    | in der Kirche St-Maurice-et-St-Seine (Lage) | PM21002468    | Classé       | 1913  |      |
| Prozessionskreuz                           | Kupfer, versilbert, 16. Jahrhundert                                                                                         | in der Kirche St-Maurice-et-St-Seine (Lage) | PM21002469    | Classé       | 1923  |      |
| Glocke (1)                                 | Bronze, 1527 gegossen | in der Kirche St-Maurice-et-St-Seine (Lage) | PM21002472    | Classé       | 1960  |      |
| Glocke (2)                                 | Bronze, 1555 gegossen | in der Kirche St-Maurice-et-St-Seine (Lage) | PM21002473    | Classé       | 1960  |      |